# Nathalia
Nathalia (1 431 habitantes) é uma vila estatal de Vitória na Austrália localizado em Broken Creek e em Murray Valley Highway a 217 km ao norte de Melbourne. Nathalia faz parte do Condado de Moira. A sua economia depende da criação de vacas leiteiras e a cultura de cereais.